# Club Sport Marítimo 2016-2017
Questa voce raccoglie le informazioni riguardanti il Club Sport Marítimo nelle competizioni ufficiali della stagione 2016-2017.

## Maglie e sponsor
| Casa | Trasferta |

Sponsor ufficiale: Santander Totta
Sponsor tecnico: Nike

## Rosa
Rosa aggiornata al 2 settembre 2016
| N. |                           | Ruolo | Calciatore       |
| -- | ------------------------- | ----- | ---------------- |
| 2  | Portogallo (bandiera)     | D     | Pedro Coronas    |
| 3  | Portogallo (bandiera)     | D     | Diney Borges     |
| 4  | Brasile (bandiera)        | D     | Deyvison         |
| 5  | Brasile (bandiera)        | D     | Dirceu           |
| 6  | Turchia (bandiera)        | C     | Erdem Şen        |
| 7  | Portogallo (bandiera)     | C     | Alex Soares      |
| 9  | Brasile (bandiera)        | A     | Dyego Sousa      |
| 10 | Armenia (bandiera)        | C     | Gevorg Ghazaryan |
| 11 | Brasile (bandiera)        | C     | Éber Bessa       |
| 12 | Portogallo (bandiera)     | A     | Edgar Costa      |
| 14 | Arabia Saudita (bandiera) | D     | Shaher Mansour   |
| 15 | Brasile (bandiera)        | C     | Jean Cleber      |

| N. |                          | Ruolo | Calciatore           |
| -- | ------------------------ | ----- | -------------------- |
| 17 | Capo Verde (bandiera)    | C     | Gevaro Nepomuceno    |
| 32 | Brasile (bandiera)       | P     | Eduardo Gottardi     |
| 34 | Brasile (bandiera)       | D     | Raúl                 |
| 35 | Brasile (bandiera)       | C     | Fransérgio           |
| 40 | Brasile (bandiera)       | C     | Esquerdinha          |
| 45 | Portogallo (bandiera)    | D     | Fábio China          |
| 50 | Portogallo (bandiera)    | C     | António Xavier       |
| 77 | Capo Verde (bandiera)    | C     | Brito                |
| 90 | Senegal (bandiera)       | A     | Papa Babacar Diawara |
| 91 | Brasile (bandiera)       | D     | Patrick              |
| 94 | Brasile (bandiera)       | P     | Charles              |
| 99 | Guinea-Bissau (bandiera) | C     | Amido Baldé          |